# 练秋湖研发中心
华为练秋湖研发中心是位於中華人民共和國上海市青浦区金泽镇的大型企业科创园区，是长三角一体化示范区的重点项目，于2024年下半年投入运营。

## 简介
华为练秋湖研发中心，风格上比照松山湖基地，保留一定的欧式元素，但融入了后现代理念，占地2400亩，总建筑面积206万平方米，总投资超百亿，建成后将成为华为全球最大研发中心，汇聚企业办公、研发中试、技术孵化、生产服务和配套居住等功能。

## 历史
2017年6月1日，华为与上海市人民政府签署战略合作框架协议，确定了在西岑投建研发中心项目。2018年6月19日，前身为华为集成电路设计中心的上海海思技术有限公司在青浦区金泽镇西岑社区注册成立。2019年1月，华为青浦研发基地摘牌。2020年9月27日，华为青浦研发中心项目举行开工仪式。2024年7月9日，华为上海青浦项目已全部建成，正式命名为华为练秋湖研发中心。同年10月10日，华为上海练秋湖研发中心小火车项目开通运营。10月14日，华为练秋湖研发中心迎来了首批入驻员工，3万多名研发人员會在一年内从浦东分批搬迁来。

## 交通
上海地铁17号线西岑站